# 추봉도
추봉도(秋蜂島)는 대한민국 경상남도의 섬이다. 통영시 한산면 추봉리를 이루고 있으며, 면적은 3.835km2이며 최고점은 242m이다. 한산도와 인접하고 있으며, 2007년 7월 4일 추봉교로 한산도와 연결되었다.

## 역사
1419년 세종 원년 이종무 장군이 대마도 정벌을 위해 마산포를 출발하여 6월 12일 주원방포(현 추봉도)를 기착지로 삼았다. 조선왕조실록에는 세종 원년 음력 6월 19일 이종무가 거제도 남쪽에 있는 주원방포(周原防浦)에서 출발하여 다시 대마도로 향하였다는 기록이 남아있다. 당시 총 227척의 규모로 출정을 하였으며, 6월 17일 출발하여 바람(마파람) 때문에 돌아왔다는 기록이 있다. 6월 20일 오시에 대마도에 도착하여, 두지포에 내려서 작전을 수행하였다. 적선 129척을 빼앗고, 가옥 1993호를 불태웠으며, 중국인이 포함된 포로를 구출하였다.
한국전쟁 때는 약 1만명의 전쟁포로를 수용했던 곳이기도 하다. 지금도 포로수용소의 흔적이 남아 있다.

## 교통

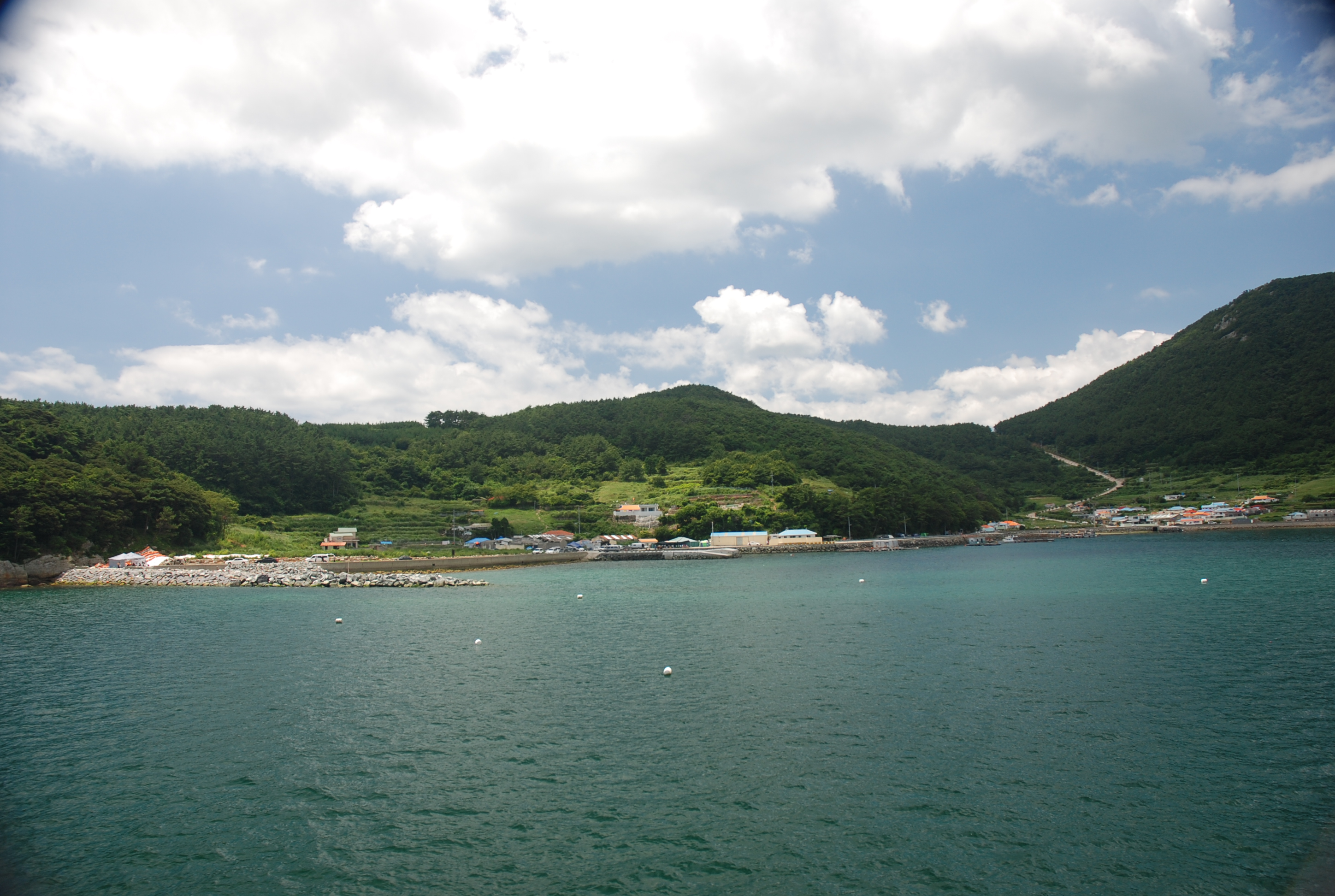
추봉도 곡룡포

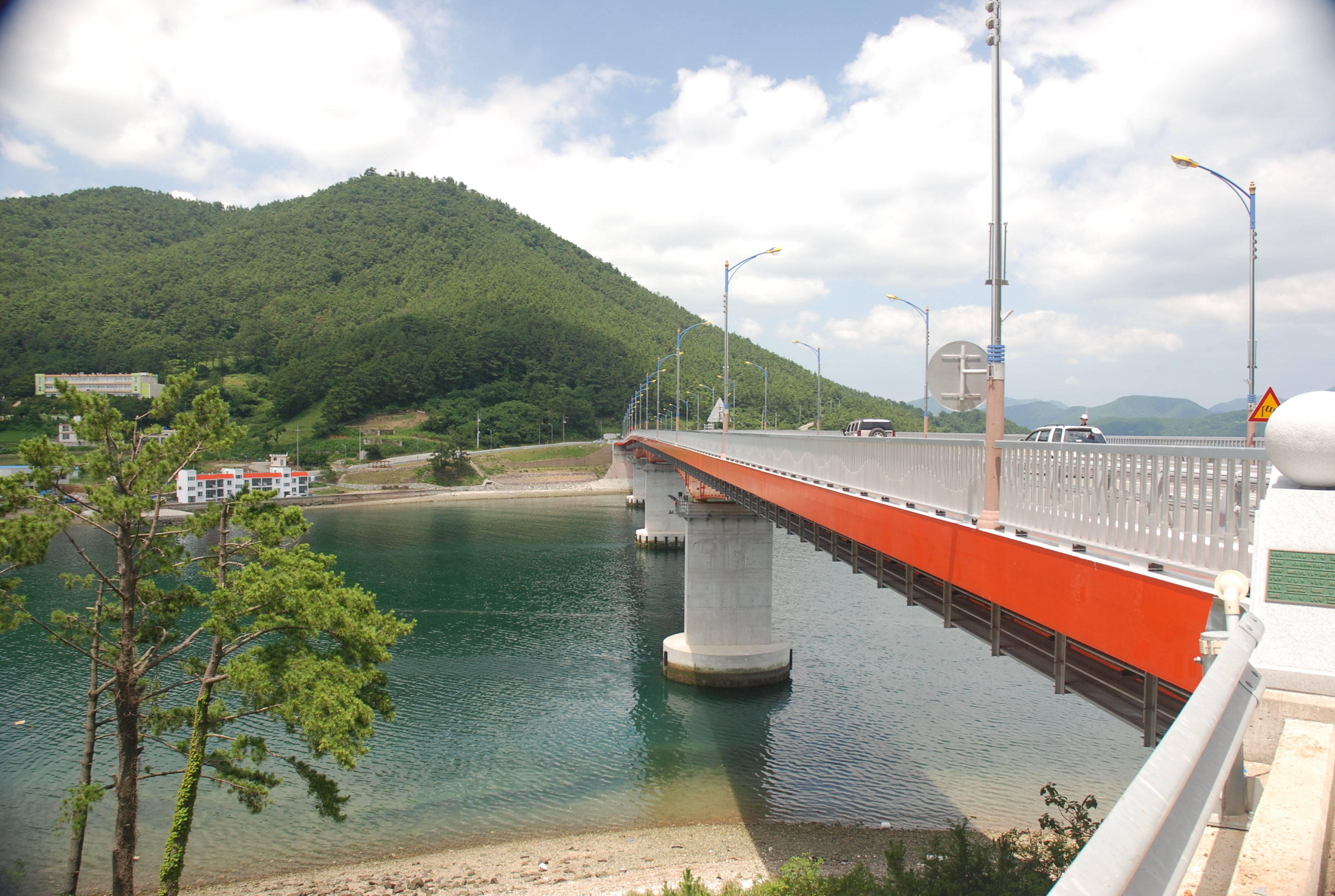
한산도와 추봉도를 잇는 추봉교

2009년 7월 18일부터 거제시 저구항에서 한산카페리가 추봉도 곡룡포로 취항하여 추봉도에서 추봉교를 건너 한산섬으로 갈 수 있게 되었다. 통영에서는 카페리인 뉴파라이스호가 한산도 제승당에 취항을 하며 순환버스나 차로 추봉교를 거쳐 섬에 올 수 있다. 섬내에는 추봉도와 한산도를 순환하는 1번 버스가 운행된다.

## 미디어
- KBS 1TV : 《생활의 발견》[3]

## 갤러리

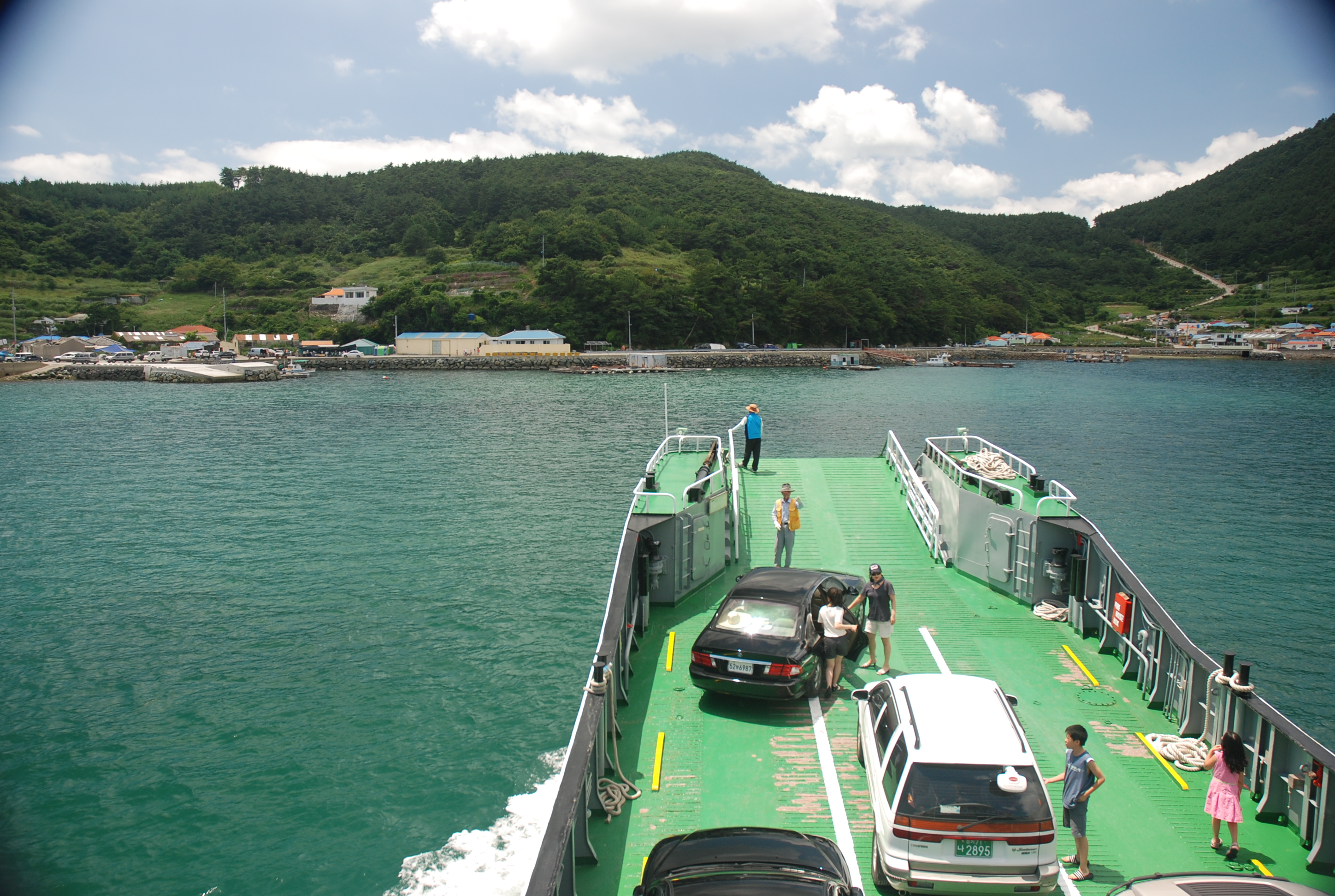
곡룡포로 접근하는 한산카페리
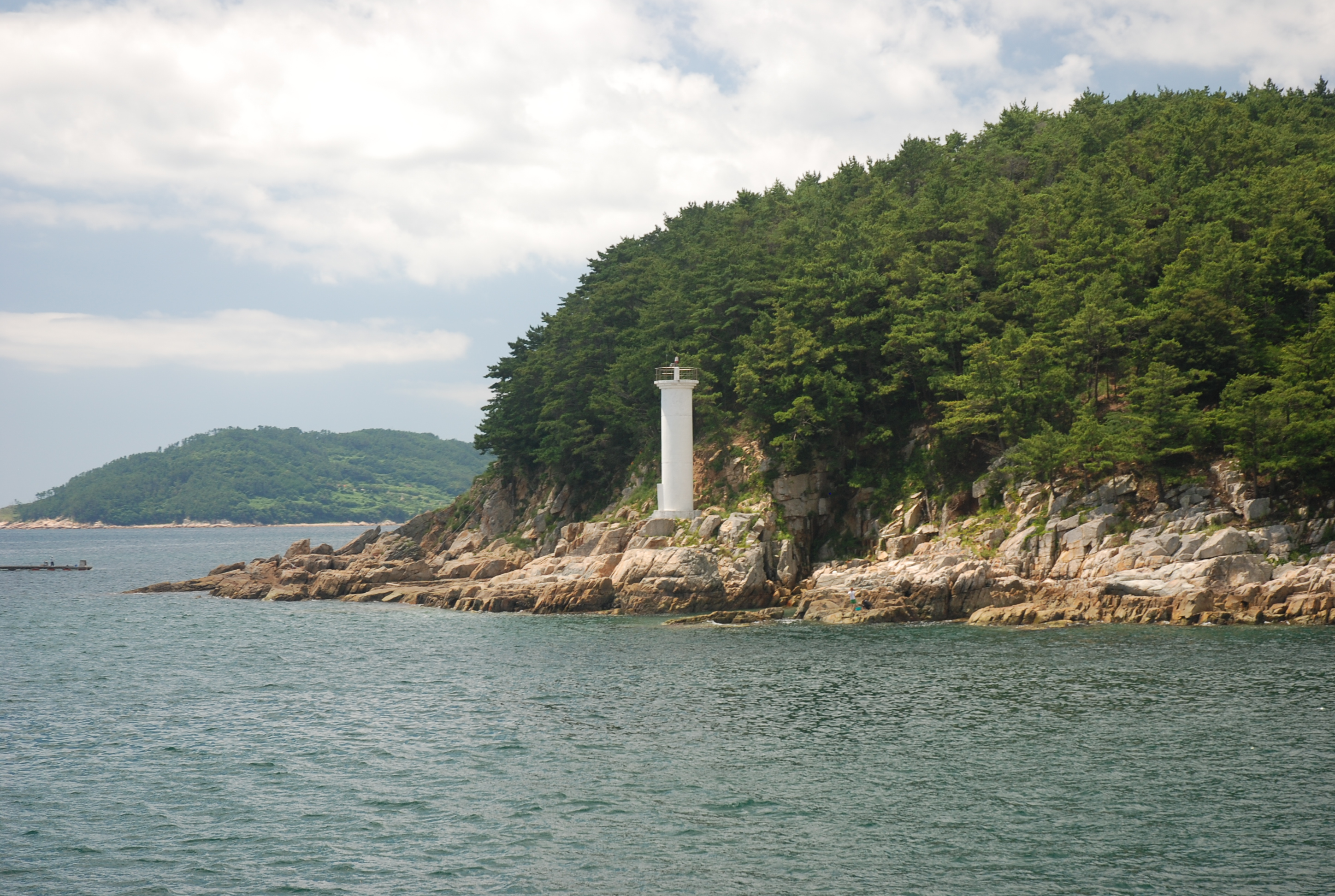
곡룡포 등대

## 같이 보기
- 이종무
- 한산도